# Idionotus tehachapi
Idionotus tehachapi är en insektsart som beskrevs av Morgan Hebard 1934. Idionotus tehachapi ingår i släktet Idionotus och familjen vårtbitare. Inga underarter finns listade i Catalogue of Life.